# Papamosques herero
El papamosques herero (Namibornis herero; syn: Melaenornis herero) és una espècie d'ocell de la família dels muscicàpids (Muscicapidae), És endèmic dels deserts i matollars xeròfils de Namíbia. El seu estat de conservació es considera de risc mínim. L'espècie és l'únic membre del gènere Namibornis, tot i que de vegades se'l col·loca en el gènere Melaenornis.

## Taxonomia
A la Classificació del Congrés Ornitològic Internacional (versió 11.2, 2021) se'l considera al gènere Namibornis. Tanmateix, en el Handook of the Birds of the World i la quarta versió de la BirdLife International Checklist of the birds of the world (desembre 2019) se'l classifica dins del gènere Melaenornis (M. semipartitus), juntament amb altres espècies de papamosques. En aquesta altra obra no es reconeix el gènere Namibornis.